# Beidaihe

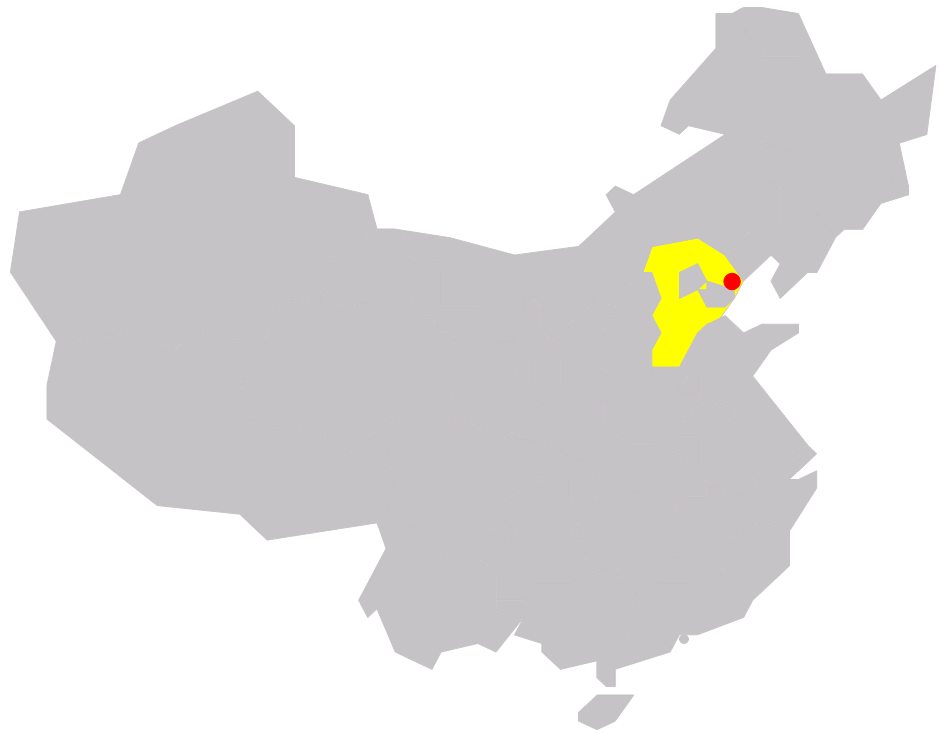
Lage Beidaihes in Hebei

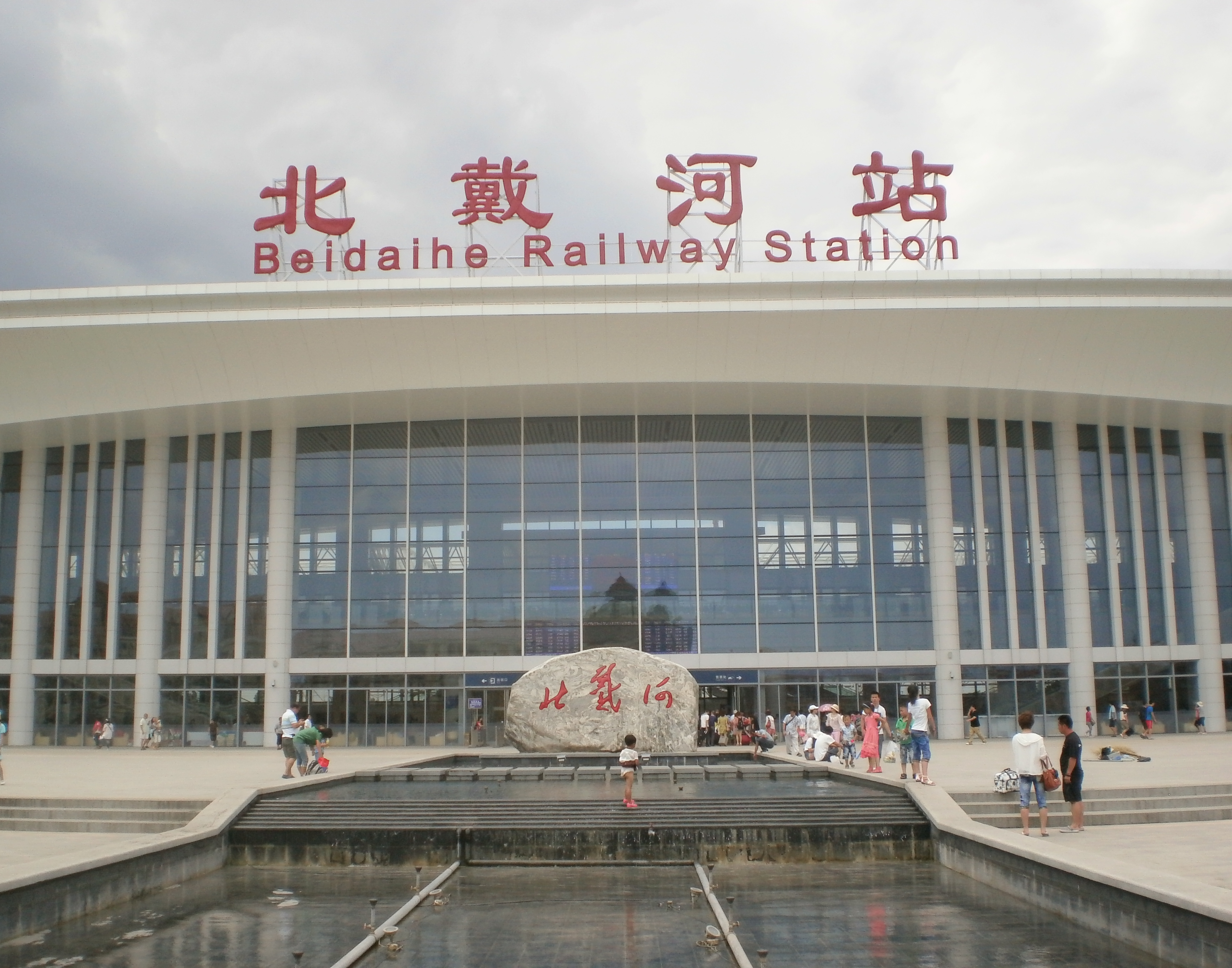
Beidaihe Bahnhof

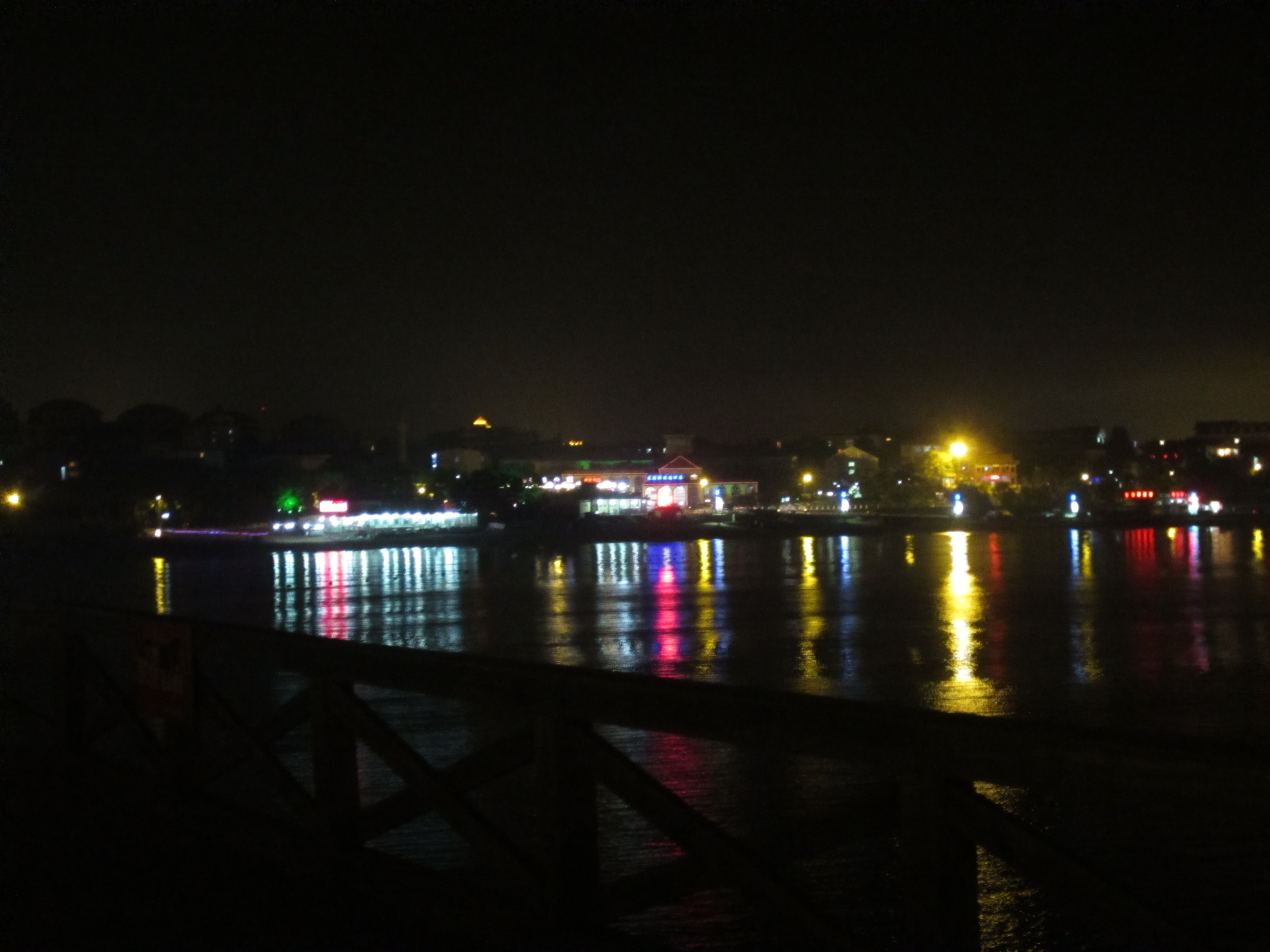
Beidaihe bei Nacht

Beidaihe, auch Peitaiho (chinesisch 北戴河区, Pinyin Běidàihé qū) ist ein Stadtbezirk der bezirksfreien Stadt Qinhuangdao im Osten der Provinz Hebei der Volksrepublik China. Der Stadtbezirk hat eine Fläche von 158,1 km² und 131.818 Einwohner (Stand: Zensus 2010).
Der renommierte Badeort ist vor allem dafür bekannt, dass viele Mitglieder des Politbüros der Kommunistischen Partei ihren Sommerurlaub an seinen Stränden verbringen. Die Strände sind deshalb zum Teil für privilegierte Parteifunktionäre und zahlungskräftige ausländische Touristen reserviert. Der Stadtbereich von Beidaihe ähnelt mit seiner Beschaulichkeit eher einem westlichen Badeort als einer chinesischen Küstenstadt.
Außerdem ist Beidaihe bekannt bei Ornithologen als stark frequentierte Durchgangsstation der Zugvögel.

## Lage
Beidaihe liegt 4 Bahnstunden, 2 Stunden mit Direktzug oder 30 Flugminuten nordöstlich von Peking an der Bohaiküste und gehört zu den bekanntesten Seebädern Chinas. Ein 10 Kilometer langer Strand erstreckt sich von der Mündung des Dai-Flusses bis zum Jingshan-Hügel.

## Geschichte
Seine Bedeutung als Badeort erlangte Beidaihe erst, als englische Ingenieure, die mit dem Bau der Eisenbahnstrecke Tianjin-Shanhaiguan beschäftigt waren, zur Erholung hierher kamen. Ausländer und reiche Chinesen ließen Villen errichten, die während des Boxeraufstandes niederbrannten, aber später wiederaufgebaut wurden.
Ab 1900 verkehrte hier die Feldbahn von Peitaiho.
Nach 1949 wurde Beidaihe zu einem Erholungsort für Arbeiter, und eine Reihe von Sanatorien wurde errichtet. Aber auch Spitzenfunktionäre wie Jiang Qing hatten hier Anwesen.
Im Sommer treffen sich in Beidaihe die hochrangigsten Kader der chinesischen Staats- und Parteiführung zur Klausurtagung. Die Treffen finden unter großen Sicherheitsvorkehrungen statt. Für ausländische Journalisten ist des faktisch unmöglich, sich während der Klausurwochen frei in Beidaihe zu bewegen. Im Juni 2022 wurde bekannt, dass die Behörden von Beidaihe ein mehrwöchiges Fahrverbot für Autos des US-Herstellers Tesla verhängt haben. Hintergrund waren die Kameras, die serienmäßig an den Autos von Tesla angebracht sind. Sie wurden von den chinesischen Sicherheitsbehörden als mögliches Sicherheitsrisiko gesehen.

## Administrative Gliederung
Auf Gemeindeebene setzt sich Beidaihe aus zwei Straßenvierteln und zwei Großgemeinden zusammen. Diese sind:
- Straßenviertel Xishan (西山街道, „Westberg“);
- Straßenviertel Dongshan (东山街道, „Ostberg“);
- Großgemeinde Haibin (海滨镇);
- Großgemeinde Daihe (戴河镇).

## Ethnische Gliederung der Bevölkerung Beidaihes (2000)
Beim Zensus im Jahr 2000 wurden in Beidaihe 74.282 Einwohner gezählt.
| Name des Volkes | Einwohner | Anteil |
| --------------- | --------- | ------ |
| Han             | 71.685    | 96,5 % |
| Manju           | 2.131     | 2,87 % |
| Mongolen        | 139       | 0,19 % |
| Koreaner        | 137       | 0,18 % |
| Hui             | 120       | 0,16 % |
| Sonstige        | 70        | 0,09 % |